# Список серий Jimmy Cool
Краткое содержание эпизодов мультсериала Jimmy Cool
| Время года | Эпизоды | Эпизоды | Первоначально в эфире | Первоначально в эфире |
| Время года | Эпизоды | Эпизоды | Первый эфир           | Последний эфир        |
| ---------- | ------- | ------- | --------------------- | --------------------- |
| 1          | 26      | 26      | 21 февраля 2009       | 14 ноября 2009        |
| 2          | 26      | 26      | 30 октября 2010       | 15 июля 2011          |

## 1 сезон
| # | Название                                                                                                | Дата премьеры   |
| --- | --- | --------------- |
| 1 | «Я вывернулся наизнанку / Список желаний Элоизы» «I Totally Shredded Cheese / Heloise`s Wish List»      | 21 февраля 2009 |
| Я вывернулся наизнанку: После произнесения данной фразы, Джимми внезапно становится слишком популярным. Люциус тут же вознамеривается использовать его для продвижения своих товаров. Список желаний Элоизы: Из-за инцидента на заводе, Люциус увольняет Элоизу. Для того, чтобы её развлечь, Джимми решает составить список вещей, которые бы она желала сделать. | |                 |
| 2 | «Фруктовое мороженое / У Биззи» «Pop-Sicles / Chez Beezy»                                               | 21 февраля 2009 |
| Фруктовое мороженое: Джимми пытается помирить Люциуса и его сына Биззи, а для этого он размораживает отца Люциуса. У Биззи: Известный ресторан переходит под управление Биззи, Джимми и Элоизы. Не зная об этом, Люциус решает устроить в нём своё свидание с Джез. | |                 |
| 3 | «Вредный канал / Мутация монстров» «Spew Tube / Monster Mutt»                                           | 28 февраля 2009 |
| Вредный канал: По вине Элоизы, общественность видит смешное видео с участием Люциуса Ужасного. Теперь Джимми должен вернуть Люциусу авторитет диктатора. Мутация монстров: Элоиза меняет телами Биззи и Серби. Джимми хочет вернуть всё как есть, однако Люциуса произошедшее очень устраивает. | |                 |
| 4 | «Холодный день в Мизервиле / Гора с сюрпризом» «A Cold Day in Miseryville / Mount Misery»               | 7 марта 2009    |
| Холодный день в Мизервиле: По совету Джимми, Элоиза создаёт машину для делания снега. Большинство жителей города веселятся, играя в снежные игры, но всё меняется, когда снегодел переходит под контроль Люциуса. Гора с сюрпризом: Люциус намерен высечь в скале свою голову. При этом на горе живут существа, с которыми у Люциуса давняя вражда, но которых Джимми намерен спасти. | |                 |
| 5 | «Жаркий денёк Джимми / Мобилозависимость» «Heat Blanket / Cellphone-itis»                               | 14 марта 2009   |
| Жаркий денёк Джимми: Джимми решает, что лучший способ победить жару - устроить пляжную вечеринку. В попытке предотвратить это, Люциус оказывается съеден большой рыбой, и теперь Джимми должен его спасти. Мобилозависимость: Люциус запрещает сыну пользоваться мобильниками, но вскоре Биззи это правило нарушает. В результате Люциус запрещает всем в городе пользоваться мобильными телефонами, а самого Биззи отправляет на принудительное лечение от телефонной зависимости. | |                 |
| 6 | «Суперкальмар и Спагетти Биззи / Свидание» «Power Squid and Spagetti Beezy / The Big Date»              | 21 марта 2009   |
| Суперкальмар и Спагетти Биззи: Благодаря изобретённому Элоизой кальмару, Джимми становится супергероем и начинает борьбу с преступностью. А прежде всего он намерен расквитаться с клоунами, что украли его ботинок. Свидание: Из-за проблем на заводе, Люциус не успевает на свидание с Джез и просит Биззи с Джимми развлечь её на время его отсутствия. | |                 |
| 7 | «Лунапарк Люциуса / Бэби Бум» «Carnival Lucius / Baby Boom»                                             | 28 марта 2009   |
| Лунапарк Люциуса: Будучи введён в заблуждение, Люциус строит «Лунапарк страданий». Однако вскоре он обнаруживает, что парк на самом деле «весёлый». Бэби Бум: С целью заработать денег и купить билеты на концерт рок-группы, Джимми и Биззи устраиваются няньками двоих детей генерала Молотова. | |                 |
| 8 | «Турнир по гольфу / Джимми ищет подружку» «Way Below Par / Jimmy Matchmaker»                            | 4 апреля 2009   |
| Турнир по гольфу: Джимми и Люциус играют в гольф. Джимми ищет подружку: Джимми помогает Бизи найти девушку для вечеринки Люциуса. | |                 |
| 9 | «Соревнование / Джимми, не будь героем» «The Competition / Jimmy, Don’t Be a Hero»                      | 11 апреля 2009  |
| Соревнование: С целью помирить постоянно ссорящихся Биззи и Элоизу, Джимми решает устроить между ними соревнование по тому, кто из них лучше относится к другому. Ставки высоки, ведь приз — билет на рок-концерт группы «Жидкие сопли». Джимми, не будь героем: Джимми спасает Люциуса, в результате которого последний становится его должником. Люциус намерен вернуть долг, однако Джимми отказывается от всяких наград и драгоценностей, предпочитая дружбу с Люциусом. | |                 |
| 10 | «Обмен волосами и мозгами / Охотники за привидениями» «A Hair-Brained Idea / Ghostsmackers»             | 18 апреля 2009  |
| Обмен волосами и мозгами: Под влиянием Джез, Люциус хитростью пересаживает себе волосы Джимми, а Джимми достаются рога Люциуса. Однако вскоре выясняется, что помимо причёсок у них поменялись и характеры. Охотники за привидениями: В квартире Биззи появляется странный призрак. Джимми намерен помочь призраку освободиться, а однако у Люциуса свои планы насчёт этого привидения. | |                 |
| 11 | «Джимми и усы / Это сделал лакей» «Jimmy Gets a Stache / The Butley Did It»                             | 30 мая 2009     |
| Джимми и усы: В городе появляется мода на ношение усов. Однако у Джимми усы расти отказываются. Это сделал лакей: Для поддержания порядка в доме, Биззи обзаводится лакеем. В результате, Биззи становится ещё большим лентяем, так как лакей за него выполняет практически всё. | |                 |
| 12 | «Испытатель продукции / Нашествие зубастиков» «The Product Tester / Invasion of the Weavils»            | 6 июня 2009     |
| Испытатель продукции: Люциус подвергает Джимми различным исследованиям с целью выяснить, какой товар может его огорчить. Ведь если что-то не нравится Джимми, то это не должно нравиться и остальным жителям города. Однако, как вскоре выясняется, результаты испытаний были весьма неожиданными и противоречивыми. Нашествие зубастиков: В доме Джимми поселяется якобы раненый им зубастик, а вскоре начали появляться ещё и ещё. Биззи намерен их выселить, однако Джимми по-прежнему чувствует свою вину, так как по прежнему считает, что первый зубастик был действительно покалечен. | |                 |
| 13 | «Каталог безобразий / Играй как Врэкхем» «Catalogue of Misery / Bend it Like Wreckem»                   | 13 июня 2009    |
| Каталог безобразий: Джимми сгоряча заказывает всё указанное в бесплатном каталоге продукции «Унылой корпорации», но, не имея возможности оплатить заказ, вынужден теперь работать доставщиком товаров. Играй как Врэкхем: Известный футболист перед серьёзным матчем теряет сознание и не может участвовать в игре. Однако два преданных фаната готовы его заменить. | |                 |
| 14 | «Лучше бы тебя здесь не было / Серби влюблён» «Wish You Weren’t Here / Cerbee in Love»                  | 20 июня 2009    |
| Лучше бы тебя здесь не было: По совету Джимми, Люциус решает поехать в отпуск, чтобы отвлечься от работы. Между Элоизой и Сэми начинается борьба за место руководителя компании. Серби влюблён: Серби, пёс Джимми, влюбляется в Джасмин, собаку Джез. Джимми решает устроить им свидание, однако у Джез свои взгляды на происходящее. | |                 |
| 15 | «Блохи гонщики / Слишком много Джимми» «The Racing Bug / Too Many Jimmys»                               | 27 июня 2009    |
| Блохи гонщики: У Джимми и Бизи есть гоночные блохи, поэтому они устраивают большую гонку. Слишком много Джимми : Джимми копирует себя в группу измененных клонов. | |                 |
| 16 | «Маринованный огурец / Клоуны наступают» «Rear Pickle / Clowns Gone Wild»                               | 11 июля 2009    |
| Маринованный огурец: Джимми подозревает, что его соседка на самом деле… огурец. Клоуны наступают: Ради езды на мотоциклах, Джимми и Биззи должны для клоунов украсть трусы самого Люциуса. | |                 |
| 17 | «Кувалда в маске / Большой потоп» «Masked Jackhammer / Big Drip»                                        | 18 июля 2009    |
| Кувалда в маске: Джимми становится участником боёв без правил. Большой потоп: В поисках туалета, Джимми попадает в уборную самого Люциуса. Возмущённый данным инцидентом, Люциус уничтожает все туалеты в городе, что тут же выходит ему боком. | |                 |
| 18 | «Самый лучший розыгрыш / Конкурс» «Best Prank Ever / Bad Horn Day»                                      | 18 июля 2009    |
| Самый лучший розыгрыш: Наступает "День дурака" Люциуса. Диктатор разыгрывает абсолютно всех, в итоге, Джимми берется разыграть самого Люциуса. Конкурс: Джимми, по вине которого Люциус лишился рогов, пытается помочь ему выиграть "конкурс длины рогов". | |                 |
| 19 | «Ночь в музее / Свадьба Биззи» «Night in the Heinous Museum / I Married a Weavil»                       | 25 июля 2009    |
| Ночь в музее: Джимми и Элоиза охраняют особый трофей Люциуса. Свадьба Биззи: По условиям мирного договора с зубастиками, Биззи должен жениться на их принцессе. | |                 |
| 20 | «Знакомство с гномами / Эта противная икота» «Meet the Gnomans / There's Always a Hiccup!»              | 1 августа 2009  |
| Знакомство с гномами: Биззи совершенно случайно становится предводителем маленьких, но очень сильных гномов. Эта противная икота: У Элоизы не может пройти икота, из-за этого она становится крайне раздражительной. Друзья решают помочь ей любой ценой. | |                 |
| 21 | «Я, Джимми / С днем рождения, Люциус!» «I Am Jimmy / Happy Birthday, Lucius»                            | 10 октября 2009 |
| Я, Джимми: Все, кроме Джимми, на день впадают в спячку. С днем рождения, Люциус!: Джимми помогает своему "заклятому другу" отпраздновать день рождения. | |                 |
| 22 | «Приклеенные друг к другу / Автобусная экскурсия с лучшим другом» «Fused Together / Bus Driving B.F.F.» | 17 октября 2009 |
| Приклеенные друг к другу: В приступе ревности Элоиза склеивает Джимми и Биззи вместе, чтобы заставить их извиниться перед ней. Автобусная экскурсия с лучшим другом: У Джимми появляется новый "лучший друг", от которого крайне сложно избавиться. | |                 |
| 23 | «Джимми-космонавт / Питомец Роки» «Rocket Jimmy / Pet Rocky»                                            | 24 октября 2009 |
| Джимми-космонавт: Джимми и Люциус отправляются в космос. Питомец Роки: Биззи заводит себе лучшее домашнее животное - камень, который на поверку оказывается яйцом. | |                 |
| 24 | «Никаких правил, правит Джимми / Битва лучших друзей» «No Rules Rulez Jimmy / Best Bud Battle»          | 31 октября 2009 |
| Никаких правил, правит Джимми: Джимми и Биззи восстают против правил Мизервилля. Битва лучших друзей: Крупномасштабная схватка Биззи и Элоизы за право быть лучшим другом Джимми. | |                 |
| 25 | «Большой секрет Элоизы / Джимми в большом доме» «Heloise’s Big Secret / Jimmy in the Big House»         | 7 ноября 2009   |
| Большой секрет Элоизы: Джимми и Биззи раскрывают самый страшный секрет их подруги. Джимми в большом доме: Двое друзей попадают в тюрьму для животных. Тюрьму строила Элоиза, поэтому шансов у них почти нет... | |                 |
| 26 | «Пахни, как Ужасный / Всё будет в шоколаде» «Scent of a Heinous / There Will Be Chocolate»              | 14 ноября 2009  |
| Пахни, как Ужасный: Джимми помогает Люциусу 4 продвинуть новый вид парфюма и не опозориться на презентации. Всё будет в шоколаде: Джимми, Биззи и Элоиза находят секретный запас шоколада, принадлежащий Люциусу 4. | |                 |

## 2 сезон
| # | Название                                                                                            | Дата премьеры   |
| --- | --------------------------------------------------------------------------------------------------- | --------------- |
| 1 | «Танцуй, Джимми, танцуй / Джимми и Биззи в бегах» «Dance Jimmy Dance / Jimmy And Beezy On The Run»  | 30 октября 2010 |
| Танцуй, Джимми, танцуй: Джимми узнаёт, что у Биззи и Элоизы появилась общая тайна. Он решает во что бы то ни стало раскрыть их секрет. Джимми и Бизи в бегах: Биззи разбивает драгоценную вазу Люциуса и, боясь отцовского гнева, ударяется в бега вместе с Джимми. | |                 |
| 2 | «Биззи гениальный / Мой лучший друг зубастик» «Beezy J. Genius / My Best Friend's a Weavil»         | 6 ноября 2010   |
| Биззи гениальный: Благодаря изобретению Элоизы, Биззи становится гением. Мой лучший друг зубастик: Чтобы пойти наперекор отцу, требующему от него серьёзности, Биззи нарочно начинает дружить с зубастиком, которого Люциус ненавидит. | |                 |
| 3 | «Борт номер ноль / Панда-мониум» «Air Force None / Panda-Monium»                                    | 13 ноября 2010  |
| Борт номер ноль: Люциус организует конкурс, кто из конструкторов построит ему лучший самолёт. Побеждает Элоиза. Но в построенный самолёт проникают Джимми и Биззи, превращая полёт в ужасное испытание. Панда-мониум: Чтобы позлить Элоизу, Биззи заявляет, что она любит панд, в результате чего панды становятся её фанатами. | |                 |
| 4 | «Ужасного не удержать / Потрясающее трио» «You Can't Keep a Heinous Down / The Terrific Trio»       | 20 ноября 2010  |
| Ужасного не удержать: Биззи занимается бизнесом, меняя драгоценности отца на лимонад, в результате чего разоряет Люциуса. Потрясающее трио: Люциуса преследует жуткий монстр, чтобы избавиться от него он ищет супергероев, которыми становятся Джимми, Биззи и примкнувшая к ним Элоиза. | |                 |
| 5 | «Весенний отпуск / Огуречный зомби» «Spring Broke / Zombie Pickle»                                  | 27 ноября 2010  |
| Весенний отпуск: Весь Мизервиль отправляется в весенний отпуск, на жаркий остров-курорт. Джимми и Биззи, конечно же, тоже. Но по дороге они сбиваются с пути и оказываются в запретной части острова. Огуречный зомби: Больше всего в жизни Джимми боится огурцов. Отправившись с друзьями в поход они обнаруживают домик, весь состоящий из огурцов, что становится для Джимми кошмаром.                                                                                            | |                 |
| 6 | «Невезение Джимми / Страдающие сердца» «Bad Luck Jimmy / Misery Hearts»                             | 8 января 2011   |
| Невезение Джимми: Элоиза изобретает устройство, которое приносит неудачу всем, кто находится рядом. Джимми нечаянно проглатывает это устройство. Страдающие сердца: Элоиза без ума от любовного романа, который дочитывает до конца и обнаруживает, что в нём отсутствует последняя страница, где должна быть развязка. | |                 |
| 7 | «Школьный мул-зикал / Элоиза-шмелоиза» «High School Mule-Sical / Heloise Schmeloise»                | 15 января 2011  |
| Школьный мул-зикал: Биззи устраивает конкурс талантов, победителем которого мечтает стать Джимми, но Биззи выбирает вместо него поющего мула . Элоиза-шмелоиза: Элоиза создаёт робота-двойника, который должен помогать ей в работе и называет его Шмелоиза. Когда Шмелоизу встречает Джимми, он вдруг влюбляется в неё, заставляя Элоизу жутко ревновать. | |                 |
| 8 | «Джимми новые ботинки / Что случилось с Элоизой?» «Jimmy New-Shoes / What's Up With Heloise?»       | 22 января 2011  |
| Джимми новые ботинки: В магазине Рудольфо Джимми обнаруживает потрясающие кроссовки, которые выменивает на свои ботинки. Однако спустя какое-то время он начинает скучать по своей старой обуви. Что случилось с Элоизой?: Элоиза начинает вести себя очень странно, проведя расследование, Джимми и Биззи выясняют, что к ней в гости приехала тётушка, которая на неё сильно влияет.                                                                                               | |                 |
| 9 | «Каждый может свистеть / Головы покатятся» «Everyone Can Whistle / Heads Will Roll»                 | 29 января 2011  |
| Каждый может свистеть: Джимми не умеет свистеть, из-за чего страшно комплексует. Он встречает родственника Рудольфо - мошенника Пипа, который обещает научить его свистеть. Головы покатятся: Элоиза готовится получить приз лучшего безумного изобретателя, но чтобы его получить, номинант должен быть целым. Её соперник - доктор Сайнтист, совершает кознь, из-за которой Элоиза буквально лишается головы.                                                                      | |                 |
| 10 | «Она любит меня / Биззи Ужасный против клоуна» «She Loves Me / Heinous vs. Clown»                   | 5 февраля 2011  |
| Она любит меня: Джимми и Биззи находят башню, в которой заточена девушка по-имени Ариана. Оба влюбляются в неё и решают помочь, параллельно сражаясь за её сердце. Heinous vs. Clown: В "День Дурака" Люциус пытается подшутить над клоунами, но у него никак не получается. На помощь приходят Джимми, Биззи и Элоиза. | |                 |
| 11 | «Птичьи мозги / Таинственный мистер Десять» «Bird Brained / The Mysterious Mr. Ten»                 | 12 марта 2011   |
| Птичьи мозги: У Люциуса есть птица, дающие ему советы. Джимми и Биззи нечаянно выпускают её, после чего Люциус становится совершенно беспомощным. Таинственный мистер Десять: Джимми спорит с Люциусом, что сможет рассмешить любого жителя Мизервиля, но, как оказалось, есть один гражданин, который не смеётся над его шутками. | |                 |
| 12 | «Тайный поклонник Элоизы / Мизервильский марафон» «Heloise's Secret Admirer / Miseryville Marathon» | 19 марта 2011   |
| Тайный поклонник Элоизы: Элоиза получает подарок от тайного поклонника и думает, что это Джимми. Мизервильский марафон: В Мизервиле проходит спортивный марафон, в котором Люциус хочет победить вместе со своим сыном, однако Биззи не разделяет его стремление. | |                 |
| 13 | «Потерявшийся Люциус / Подозрительный Герман» «Lucius Lost / Something About Herman»                | 26 марта 2011   |
| Потерявшийся Люциус: Люциус строит самый большой в Мизервиле бассейн, и никого в него не пускает. Из-за случайно включившейся системы охраны он сам оказывается в ловушке бассейна. Подозрительный Герман: Джимми и Биззи отказываются играть с Элоизой, заявляя, что девчачьи игры им не интересны. Элоиза переодевается в мальчика и, называя себя Германом, входит в доверие к друзьям и пытается выяснить, что особенного в развлечениях мальчиков.                              | |                 |
| 14 | «Подарок для Джез / Смешной поединок» «A Present for Jez / Funny Face-Off»                          | 2 апреля 2011   |
| Подарок для Джез: Люциус дарит Джез говорящую куклу, которая говорит только комплименты, но Джимми ломает её, пытаясь выяснить, как она говорит, после чего кукла начинает говорить только гадости. Смешной поединок: Джимми обнаруживает банду клоунов, устроивших "смешной поединок", он решает участвовать в нём, чтобы доказать, что он самый смешной. Это оказывается не так-то просто.                                                                                         | |                 |
| 15 | «Новая работа Сэми / Неуловимый чистюля» «Samy's New Gig / The Clean Sneak»                         | 9 апреля 2011   |
| Новая работа Сэми: Люциус выгоняет Сэми с работы и тот устраивается работать помощником Шефа Вивела - злейшего врага Люциуса. Неуловимый чистюля: Кто-то по ночам наводит порядок в доме Биззи. Привыкший к беспорядку хозяин дома просто в ужасе от творящихся дел. Джимми и Элоиза решают ему помочь изловить загадочного чистюлю. | |                 |
| 16 | «Что такое веселье? / Чужаки» «Six Over Seven / The Outsiders»                                      | 16 апреля 2011  |
| Что такое веселье?: Серби лишается своей будки, Джимми и Биззи просят у Люциуса помочь им восстановить её, но тот, ссылаясь на занятость, отправляет их к замороженному Люциусу Ужасному Шестому. Чужаки: На дом Джимми падает инопланетное яйцо. Джимми с радостью берётся опекать пришельца, а Люциус, прознав об этом, намерен захватить космическое яйцо. | |                 |
| 17 | «Великая роговая фея / Коллекционеры» «The Great Horn Fairy / The Collectors»                       | 23 апреля 2011  |
| Великая роговая фея: Биззи ломает свой рог, и в ту же ночь роговая фея приносит ему огромный золотой самородок. Джимми тоже так хочет, но у него нет рогов. Тогда он решает обмануть фею, сделав себе искусственные рога. Коллекционеры:Джимми устраивает уборку в доме Биззи, и выбрасывает гигантскую жёванную жвачку. Когда Биззи узнаёт об этом, он ужасно злится, потому что эту жвачку он коллекционировал. Чтобы вернуть дружбу, Джимми приходится искать выброшенную жвачку. | |                 |
| 18 | «Курица в капюшоне / Больше никаких карманных денег» «Hooded Chicken / Make No Allowances»          | 30 апреля 2011  |
| Курица в капюшоне: Люциус пытается напугать Джимми и Биззи своей коллекцией ужасных вещей, но те не пугаются. Вместо этого они задаются вопросом - есть ли у Элоизы ноги? Больше никаких карманных денег: Люциус обеспокоен тем, что Биззи слишком расточителен и решает научить его экономии, лишив карманных денег. | |                 |
| 19 | «Поколение СМС / Снегорилла» «Generation Text / Snowrilla»                                          | 7 мая 2011      |
| Поколение СМС: Люциус желает создать праздничную марш-группу, но Джимми и Биззи слишком увлечены своими телефонами. Люциусу приходится лишить их любимого развлечения. Снегорилла: Катаясь на сноубордах, Джимми и Биззи встречают двухголового монстра Снегориллу, который просит не выдавать его местонахождение. Но Джимми пробалтывается Люциусу и тот отправляется к Снегорилле, чтобы забрать его шкуру.                                                                       | |                 |
| 20 | «Зелёные наступают / Сэндвич моего сердца» «Going Green / My So-Called Loaf»                        | 12 июля 2011    |
| Зелёные наступают: В Мизервиле начинаются массовые протесты против тирании Люциуса. Чтобы успокоить народ, Люциус предлагает каждому написать своё требование, а потом все собранные требования отдаёт на исполнение Джимми. Сэндвич моего сердца: Джимми готовит самый лучший сэндвич в мире. Биззи желает его съесть, но Джимми хочет сохранить своё творение. Внезапно появляется сэндвич-ковбой, который влюбляется в сэндвич Джимми, считая его девушкой.                       | |                 |
| 21 | «Новый свитер / Джимми на месте» «Better Sweater / Jimmy on the Spot»                               | 13 июля 2011    |
| Новый свитер: Чтобы завоевать сердце Джимми и отогнать подальше Биззи, Элоиза создаёт два свитера: Один из которых пробуждает к ней любовь, а другой - страх. Но Джимми и Биззи решают поменяться свитерами. Джимми на месте: Носорог, сидящий на одном месте, просит Джимми покараулить это место, пока он отлучится ненадолго. Джимми клянётся, что не сойдёт с этого места, пока хозяин не вернётся. Сам того не зная, он оказывается главным участником реалити шоу.             | |                 |
| 22 | «Жизненная цель Джимми / Ужасный в заморозке» «Jimmy's Life Goal / Heinous on Ice»                  | 13 июля 2011    |
| Жизненная цель Джимми: Джимми мечтает стать вратарём в команде Врэкхема, но не хочет тренироваться. Элоиза помогает ему при помощи специального устройства. Ужасный в заморозке: По традиции, в день рождения, Ужасные размораживают своих отцов на один день. Разморозив Люциуса Ужасного Шестого, сын дарит ему... Джимми. | |                 |
| 23 | «Охотники за тостерами / Биззи Версия 2» «Toast Busters / Beezy 2.0»                                | 14 июля 2011    |
| Охотники за тостерами: В доме у Джимми объявляется пара призраков, которая не желает уходить, пока тот не вернёт ти тостер, присвоенный Люциусом. Биззи Версия 2: Люциус считает, что Джимми оказывает на его сына плохое влияние и делает всё возможное, чтобы они как можно меньше общались. | |                 |
| 24 | «День вивелов / Соперница Элоизы» «Weavil Day / Snoopy Gets Heloise's Rival»                        | 14 июля 2011    |
| День вивелов: Зубастики организуют праздник "День вивелов", на которых пускают только зубастиков и Элоизу (потому что её боятся). Джимми и Биззи наряжаются зубастиками, чтобы попасть на праздник. Соперница Элоизы: В Мизервиль приехала новая жительница - девочка по-имени Злая Джин. Элоизе приходится вступить с ней в схватку, чтобы доказать, кто в городе самый злой. | |                 |
| 25 | «Бабл пудл / Серби, вернись домой» «Bubble Poodle / Cerbee Come Home»                               | 15 июля 2011    |
| Бабл пудл: Джимми проспал концерт любимой рок-группы, что сильно его огорчает. Но тут оказывается, что все, кто были на концерте, на время ослепли от ярких спецэффектов, и Джимми оказывается еденственным зрячим в городе. Серби, вернись домой: Серби спасает жизнь Люциуса и тот переманивает его к себе. Джимми пытается вернуть друга обратно домой. | |                 |
| 26 | «Старик Джимми / Больше слизи, хорошей и разной» «Good Old Jimmy / Slime, Slimier, Slimiest»        | 15 июля 2011    |
| Старик Джимми: Джимми хочет стать старше, чтобы смотреть взрослые фильмы, участвовать во взрослых беседах и водить машину. Элоиза помогает ему увеличить возраст, за счёт омоложения Люциуса Больше слизи, хорошей и разной: Джимми, Биззи и Элоиза сходят с ума от сериала про супергероя Слизьмастера, чем ужасно раздражают Люциуса. Тот решает обмануть их, устроив фальшивый кастинг на роль в этом фильме.                                                                     | |                 |